# Нижнее ядро подушки таламуса
Нижнее ядро подушки таламуса (лат. nucleus pulvinaris inferior, англ. inferior pulvinar nucleus) — одно из четырёх традиционно анатомически выделяемых, наряду с передним, латеральным (боковым), и медиальным (срединным) ядрами, ядер подушки таламуса, или, иначе говоря, одно из четырёх так называемых пульвинарных ядер, или ядер пульвинара.

## Связи с другими областями мозга

### Афферентные связи
- Нижнее ядро подушки таламуса, так же как и её латеральное (боковое) и медиальное (срединное) ядро, получает афферентную входящую информацию от верхних холмиков четверохолмия.[1][2]

### Эфферентные связи
- Нижнее ядро подушки таламуса, так же как и её латеральное ядро, направляет эфферентную (исходящую) информацию в зрительную зону коры больших полушарий головного мозга, и имеет реципрокные двусторонние связи с ней, регулирующие активность этого ядра.[1][2]

## Физиологические функции
- Нижнее ядро подушки таламуса, наряду с её латеральным (боковым) и медиальным (срединным) ядрами, по-видимому, участвует в поддержании саккадических и компенсирующих их антисаккадических движений глаз,[1][2] а также в регуляции зрительного внимания.[3][4]

## Клиническое значение
Повреждение нижнего ядра подушки таламуса, так же как и повреждение её латерального (бокового) или медиального (срединного) ядер, может приводить к синдромам пренебрежения зрительными сигналами на стороне поражения, а также к нарушениям концентрации зрительного внимания.

## Дополнительные изображения

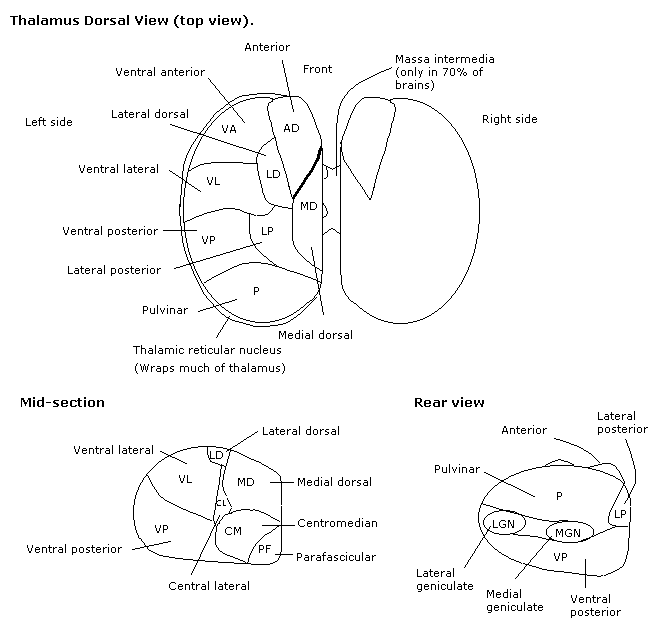
Таламус
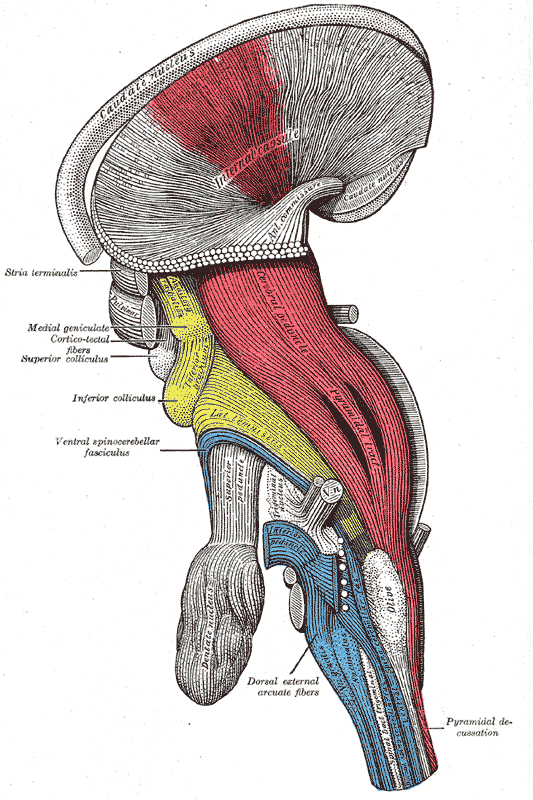
Глубокий разрез ствола головного мозга. Латеральный вид.
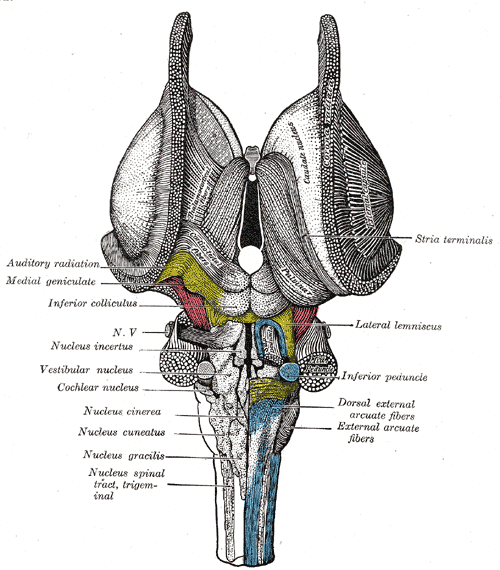
Глубокий разрез ствола головного мозга. Дорсальный вид.
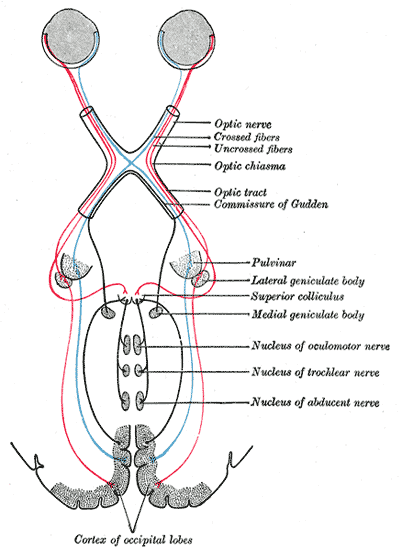
Схема, показывающая центральные соединения зрительных нервов и зрительные тракты.
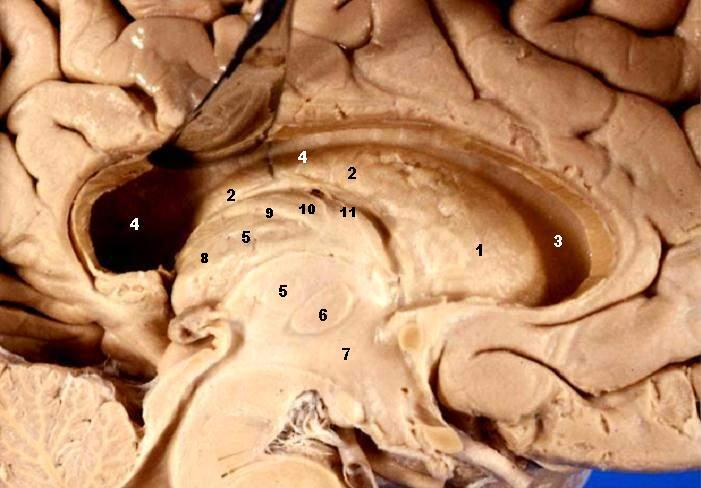
Головной мозг человека в средне-сагиттальном разрезе, вид слева.